# متنزة حديقة حيوان طرابلس

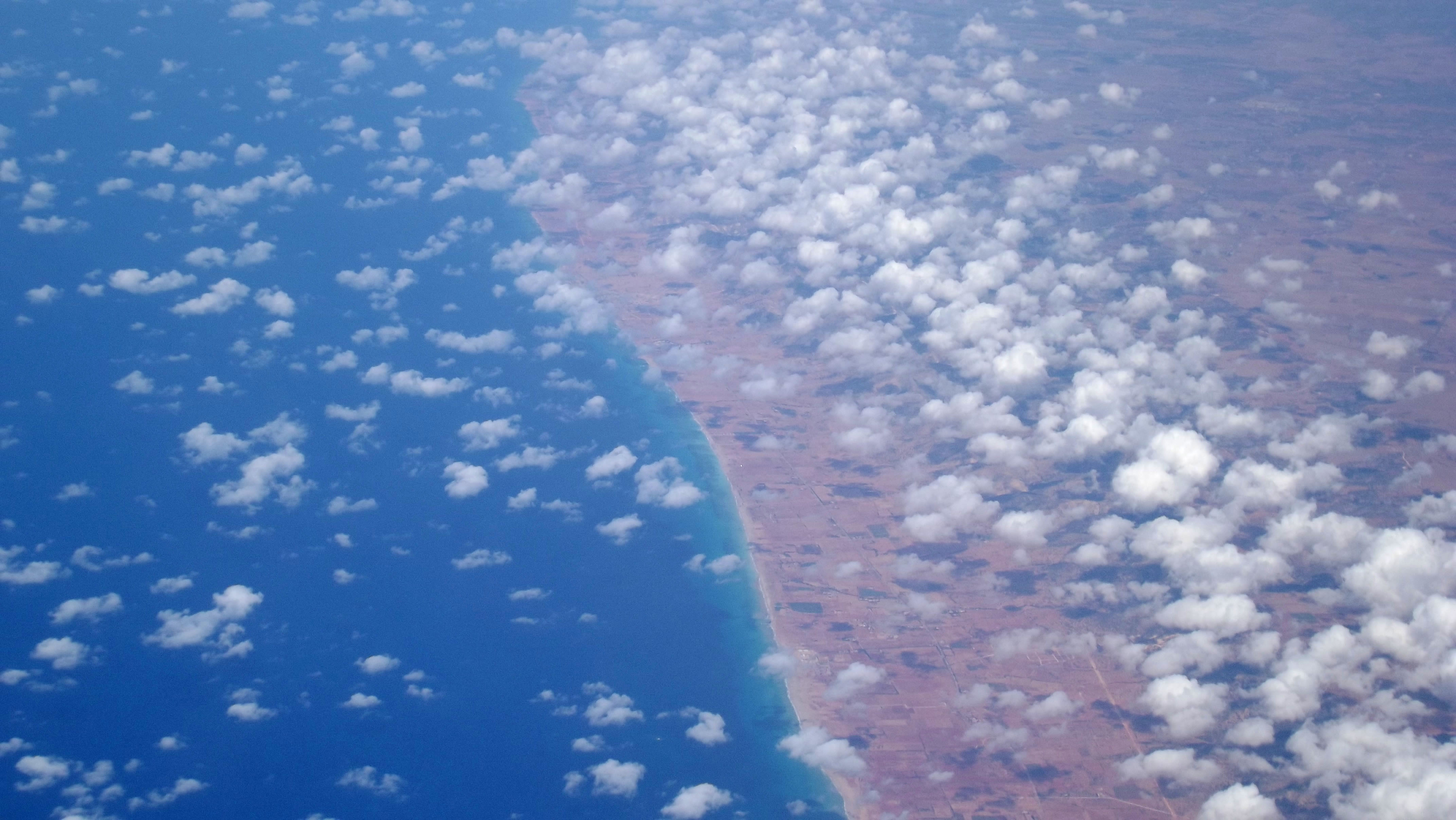
الساحل الليبي

متنزّه حديقة حيوان طرابلس هو متنزّه في طرابلس، ليبيا، يقع جنوب وسط مدينة طرابلس. تقع حديقة حيوان طرابلس في الركن الجنوبي الغربي من المتنزّه، كما يقع فندق أكور في الركن الجنوبي الشرقي.

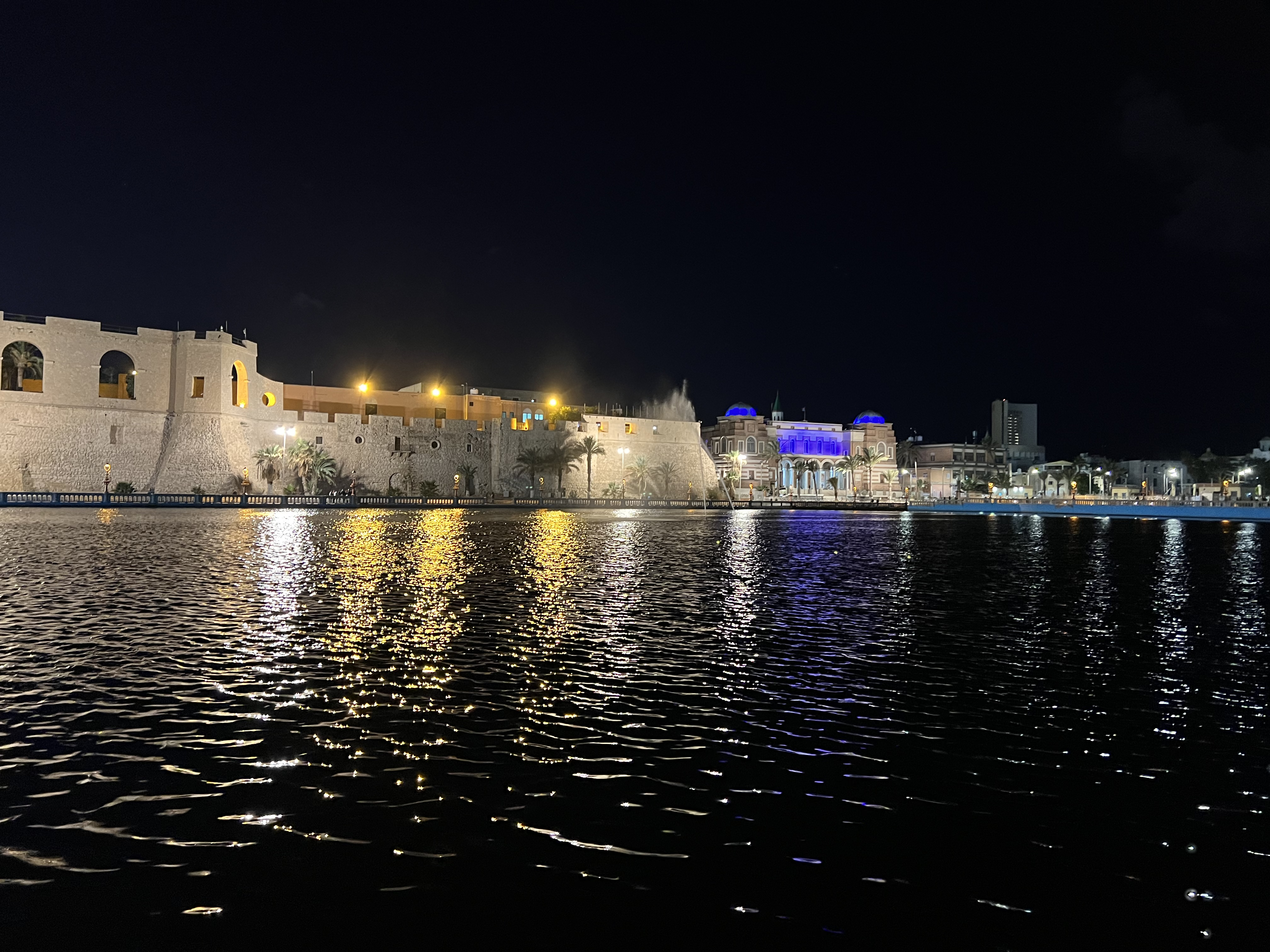
طرابلس ليلاً.

يقع مجمع باب العزيزية التابع للعقيد القذافي مباشرةً إلى الشمال الشرقي من المتنزّه.